# Johann Jakob Scheffmacher
Johann Jakob Scheffmacher (auch Jean Jacques Scheffmacher; * 27. April 1668 in Kientzheim; † 18. August 1733 in Straßburg) war ein deutscher Jesuitenpater, römisch-katholischer Theologe und Hochschullehrer.

## Leben
Über die familiäre Herkunft und die Ausbildung des Scheffmachers ist wenig bekannt. Im Jahr 1685 trat er in den Jesuitenorden ein. Er war zunächst als Lehrer tätig. Er lehrte zunächst fünf Jahre Grammatik, anschließend ein Jahr Philosophie und schließlich 23 Jahre Predigtlehre an diversen Einrichtungen der Jesuiten. 
Scheffmacher nahm 1715 einen Ruf auf den Lehrstuhl für Kontroverstheologie an die zu dieser Zeit durch König Ludwig XIV. katholisch geprägte Universität Straßburg an. Zugleich wurde ihm auch das Predigeramt am Straßburger Münster zugesprochen. Von 1728 bis 1731 war er Rektor der Universität. Zu seinem Wirken gehört unter anderem die Rückgewinnung von Protestanten zur katholischen Kirche.

## Publikationen (Auswahl)
- Licht in den Finsternüssen, Das ist Die Warheit catholischer Lehr Auff eine gantz leichte und klare Weiß gründlich und unpartheyisch vorgestelt: Die widrige Lehren aber handgreifflich widerlegt, Engelert, Köln 1723.
- Lettres D’Un Docteur Allemand De L’Université Catholique De Strasbourg A Un Gentil-Homme Protestant, Sur les six Obstacles au Salut, qui se rencontrent dans la Religion Luthérienne, 2. Auflage LeRoux, Straßburg 1730.
- Lettres d’un théologien de l’Université Catholique de Strasbourg à un des principaux magistrats de la même ville, faisant profession de suivre la confession d’Augsbourg : sur les six principaux obstacles à la conversion des protestants, LeRoux, Straßburg 1732.
- Catéchisme de controverse, composé par le R. P. S., Straßburg 1751.